# Thập niên 360
Thập niên 360 hay thập kỷ 360 chỉ đến những năm từ 360 đến 369.